# マスター (敬称)
マスター (Master) は、英語の敬称のひとつで、少年ないし青年男性に用いられる。

## 語源
「マスター (Master)」は、イングランドにおいて、一定の階級の男性、特に同業者組合（ギルド）で「free masters」（一人前の自由な親方）と認められた者に対して、あるいは、雇われている肉体労働者や従者などが雇主を呼ぶ場合に用いられていたが、より広く、ジェントルマン、司祭、学者などの地位よりは低い者に対する敬称としても用いられた。エリザベス朝では、対等な関係の者に対しても、特に複数形「"My masters"」で、おもに都市の職人や商人たちによって用いられた。その後になると、あらゆる敬意の対象となる男性に用いられるようになり、ミスター (Mr.)の先駆けとなった。
普通の会話表現の中で「ミスター」に置き換えられるようになった後も、「マスター」は、まだ社会から一人前と認められていない少年に対する敬称として残った。19世紀後半には、エチケットとして、成人男性は「ミスター」、少年は「マスター」を用いるようになっていた。

## 現代のイギリスにおける用法
名前の前に置く敬称としての「マスター」は、レスリー・ダンクリングによれば、「ごく最近まで、...「ミスター」と呼ぶには若すぎる少年に、丁寧に呼びかける方法」であったという。
「マスター」は、特に19世紀後半までは、特にイギリスでは、大規模な所有地や屋敷を構え、使用人を雇用しているような男性の家長について、時おり使われていた。
スコットランドでは、封建領主である「ロード (lord)」や男爵、子爵などの跡取り息子に対する敬意表現として「マスター・オブ・［父親の称号］(Master of ...)」が用いられる。例えば、ロード・エルフィンストン (Lord Elphinstone) の推定相続人は「the Master of Elphinstone」となる。

## 現代のアメリカ合衆国における用法
『Amy Vanderbilt Complete Book of Etiquette』の中でナンシー・タッカーマンが記すところによれば、イギリスとは異なり、アメリカ合衆国では、少年が「マスター」という敬称を付けられるのは12歳までであり、その後、18歳までは敬称なしで呼び捨てとなり、18歳になると「ミスター」を付けるとしているが、少々若い十代の少年に「ミスター」を用いることもさほど不適切ではない、とも述べている。ワシントン礼法学校 (the Protocol School of Washington) の副監督ロバート・ヒッキー (Robert Hickey) は、「敬称としての「マスター」を少年に対して使用することは、保守的な人々の間でのことを別にすれば、古風なものと見なされる」と述べている。

## 略記
航空券の氏名の敬称は、男性の場合は「MR」とされるが、男児の場合には「MSTR」と記される。